# Lupinus crotalarioides
Lupinus crotalarioides är en ärtväxtart som beskrevs av George Bentham. Lupinus crotalarioides ingår i släktet lupiner, och familjen ärtväxter. Inga underarter finns listade i Catalogue of Life.